# TTL
TTL je skraćenica od eng. složenice Transistor-Transistor Logic (tranzistor-transistorski logički sklop)i predstavlja vrstu digitalnih sklopova koji su izgrađeni od bipolarnih tranzistora i otpornika. Svojstva tranzistor-transistorskih logičkih sklopova jesu da se tranzistori koriste za obavljanje funkcija logičkih sklopova te za funkciju pojačavanja signala (ulazno/izlazno), za razliku kod recimo RTL i DTL sklopova. 

## Ukratko
Od svog uvođenja 1963. od strane američke tvrtke Sylvania godine TTL sklopovi su osobito raširena integrirana kola i jako su važni u računarstvu, industrijskim upravljačkim uređajima, instrumentima, elektronici široke potrošnje, i u mnogim drugim granama gdje se koristi elektronika. Danas (2014.) TTL integrirana kola još se proizvode u svijetu. Najpoznatija serija TTL sklopova je Texas Instruments serija 7400 koja je tijekom 1960-tih i 1970-tih postala de-facto standard za računarstvo i digitalnu tehniku.Mnoge računarske tvrtke koristile su TTL krugove u razvoju miniračunala tijekom 1960-tih i 1970-tih godina. Primjer su DEC-ova PDP-8 serija miniračunala, Data General Nova, Hewlett-Packard-ove serije 21MX, 1000, i 3000. Prije razvoja mikroprocesora, TTL sklopovi bili su sastavni dio hobi računala koja su se pojavljivala kroz 1970-tim godinama u SAD-u i drugim zapadnim zemljama.

## Povijest
TTL sklopovi bio je izum James L. Buiea koji je stvoren 1961. godine dok je radio za tvrtku TRW. Izum je prvo dobio ime transistor-coupled transistor logic (TCTL) (hrv. tranzistorski spojena tranzistorska logika)), dok prva tržišna izvedba je bila kroz američku tvrtku Sylvania 1963. godine gdje su TTL sklopovi bili poznati pod imenom Sylvania Universal High-Level Logic family (SUHL) (hrv. Sylvania visoko univerzalna logička porodica). SHUL sklopovi rabljeni su u proizvodnji upravljačkih sistema za rakete zrak-zrak AIM-54 Phoenix tijekom 1960-tih.